# Ceca ikona srpskog folka (knjiga)
Ceca - Ikona srpskog folka je knjiga avtorja Živka M. Bojanića, ki opisuje življenje srbske glasbenice Svetlane Ražnatović - Cece. 
Knjiga je izšla leta 2004, prva izdaja knjige pa je štela 1.000 izvodov.  
Ceca - Ikona srpskog folka je druga knjiga o življenju srbske pevke. Podnaslov knjige se glasi: "Tek kada sam izgubila Željka, shvatila sam da postoji večna ljubav" (v slovenščini: "Šele ko sem izgubila Željka, sem se zavedala, da večna ljubezen obstaja"). 

## Vsebina
Knjiga je napisana v slogu življenjepisa. Avtor se skozi zgodbo osredotoča na pomembnejše dogodke v življenju Svetlane Ražnatović - Cece, med drugimi na njeno otroštvo, šolske uspehe in začetke glasbene kariere. Knjigo lahko uvrstimo v žanr fotoknjig, saj vsebuje več kot 25 barvnih fotografij, večinoma iz pevkinih osebnih albumov. 

## Poglavja
Knjiga vsebuje 51 poglavij, med drugimi tudi: "Prvi nastup, prva pobeda", "Ludo srce", "Devojka novog vremena", "Mala velika Ceca", "Blago Žitorađe", "Veliki povratak", "Promocija ljubavi, "Dalje moram sama" in "Stockholm poljupcima dočekao kraljicu". 

## Ostale informacije
- Urednik knjige: Momčilo Mitrović

- Oblikovanje: Vuk Milosavljević

- Print knjige: Partenon, Simina 9a, Beograd, Srbija

- Print knjige: Barvni in črnobeli

- Fotografije: "Vesti" - Frankfurt - Z. K. Munja

- Za izdajatelja: Momčilo Mitrović

- Pisava: Latinica

## Povezave
Knjiga Ceca - Ikona srpskog folka na spletni strani Worldcat. 